# Денцлінген
Денцлінген (нім. Denzlingen) — громада в Німеччині, знаходиться в землі Баден-Вюртемберг. Підпорядковується адміністративному округу Фрайбург. Входить до складу району Еммендінген.
Площа — 16,95 км2. Населення становить 13 585 ос. (станом на 31 грудня 2020).